# Обща топология
Обща топология, или теоретико-множествена топология е дял от топологията, който изучава различните проявления и свързаните с тях понятия на непрекъснатостта (топологични пространства, непрекъснати изображения, компактност, свързаност, сходимост, аксиоми за отделимост и други). „Общото“ в името произтича от възможността топологичните пространства да са от най-общ вид (т.е. възможно най-обширни).
Общата топология се заражда в трудовете на Поанкаре и Хаусдорф от края на 19 век, въпреки че за основополагащи се смятат 40-те години на 20 век. Особено засегната е темата в трудовете на групата Бурбаки.